# Дев'ятисил татарниколистий
Дев'ятиси́л татарниколи́стий, або відка́сник татарниколи́стий (Carlina onopordifolia або Carlina acanthifolia subsp. utzka) — багаторічна рослина родини айстрові.

## Морфологічна характеристика
Багаторічна трав'яна рослина, гемікриптофіт, монокарпік. Має тривалий вегетативний розвиток — 5—10 (15) років. Рослина має потужний стрижневий корінь. Виглядає як розпростерта розетка листків з великим кошиком у центрі, стебло нерозвинене. Листки жорсткі, пірчастонадрізані, густопавутинисті, мають еліптичну або довгасто-еліптичну форму, довжиною 6—35 см. Бічні лопаті листка на верхівці з колючкою, по краях нерівно-колючо-зубчасті. Діаметр кошика 15—20 (25) см, листочки обгортки колючозубчасті. Довжина віночка 17—20 мм, жовтуватого кольору. Плоди  — сім'янки довгасті, темно-сірі, густоволосисті. Рослина цвіте у липні-серпні, плодоносить у вересні-жовтні. Розмножується насінням.

## Поширення
Ареал досить вузький Малопольська височина (Польща), Поділля, Гологоро-Кременецький кряж, Опілля, Волинська височина. Locus classicus виду — околиці села Ольгопіль Вінницької області.
На території парку КЗ "Поповогребельська СЗШ І-ІІІ ступенів Чечельницького району Вінницької області" уже кілька років росте декілька молодих саджанців Відкасника татарниколистого.[джерело?]

## Охорона
Вид занесений до Червоного списку МСОП та Директиви Європейського Союзу 92/43/ЄС «Про збереження природних оселищ та видів природної фауни і флори» (Додаток II. Види рослин і тварин, що становлять особливий інтерес для Європейського Союзу, збереження яких потребує створення територій особливої охорони).
| Червона книга України |                                                                         |
|                       | Цей вид Дев'ятисил татарниколистий занесений до Червоної книги України. |